# Ліс
Ліс — це сукупність землі, рослинності, в якій переважають дерева та чагарники, тварини, мікроорганізми та інші природні складові, що в своєму розвитку біологічно 
взаємопов'язані, впливають одна на одну і на довкілля.
Згідно з поширеним визначенням Продовольчої та сільськогосподарської організації ООН, 2006 року ліси посідали 4 мільярди гектарів або приблизно 30 відсотків площі суші у світі.
Ліси є переважною наземною екосистемою Землі і поширені  усім світом. Ліси складають 75 % валового первинного виробництва біосфери супутника Сонця (Землі) і містять 80 % рослинної біомаси нашої планети. Чисте первинне виробництво оцінюється в 21,9 гігатонни вуглецю на рік для тропічних лісів 8,1 — для лісів помірних широт і 2,6 — для тайгових лісів.
Ліси на різних широтах і висотах утворюють виразно різні екозони: тайгові ліси навколо полюсів, тропічні ліси поблизу екватора і помірні ліси в середніх широтах.
Людське суспільство та ліси впливають один на одного як позитивним, так і негативним чином. Ліси надають екосистемні послуги людям і служать туристичною принадою. Ліси також можуть впливати на здоров'я людей. Діяльність людини, разом із заготівлею лісових дарів, може негативно впливати на лісові екосистеми.

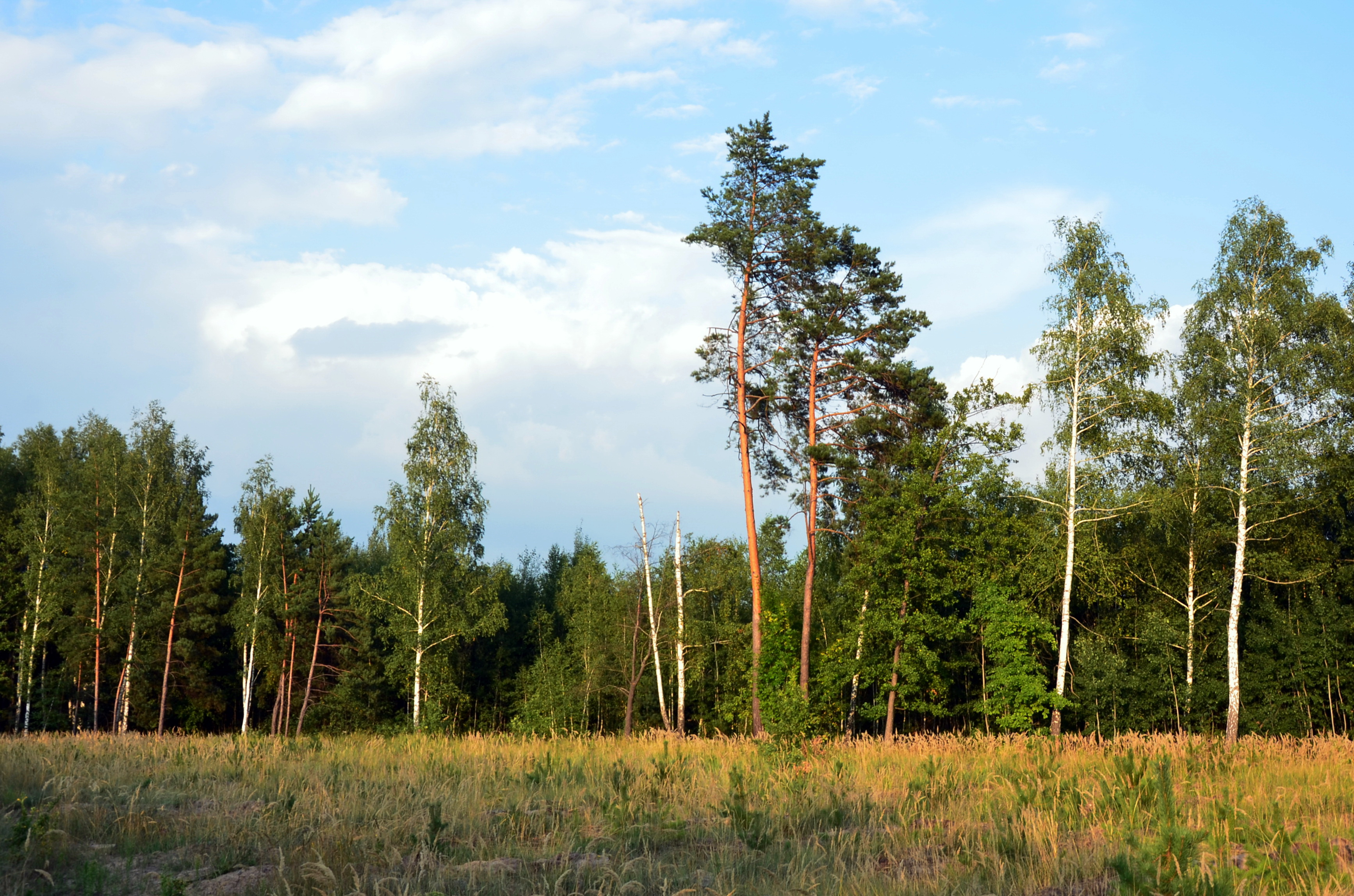
Лебединські ліси

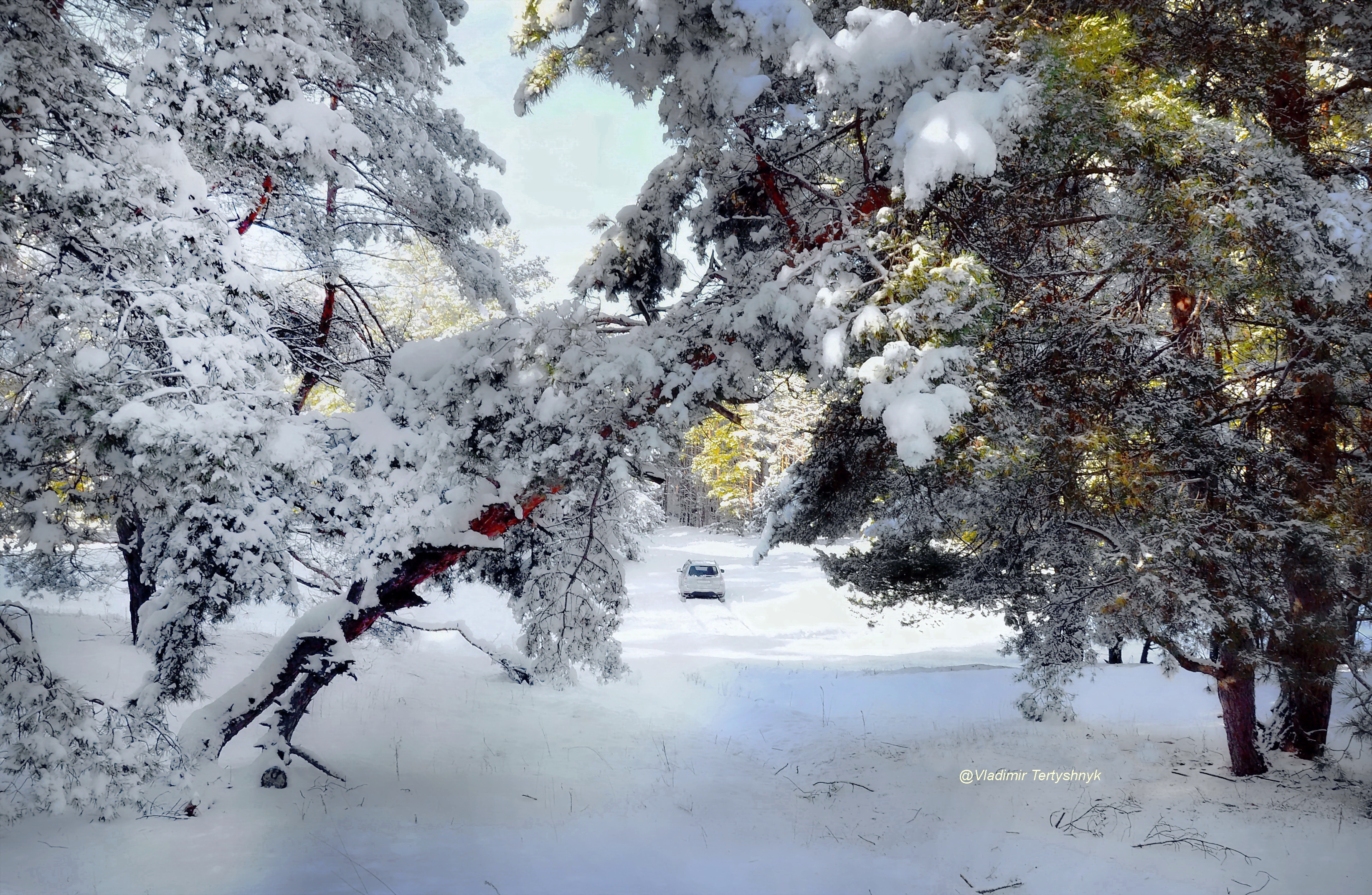
Ліси Січеславщини

Вивченням законів життя та розвитку лісу, його відновлення, вирощування та впровадження систем рубок, підвищення загальної продуктивності лісових насаджень, переймається лісівництво як наука.  

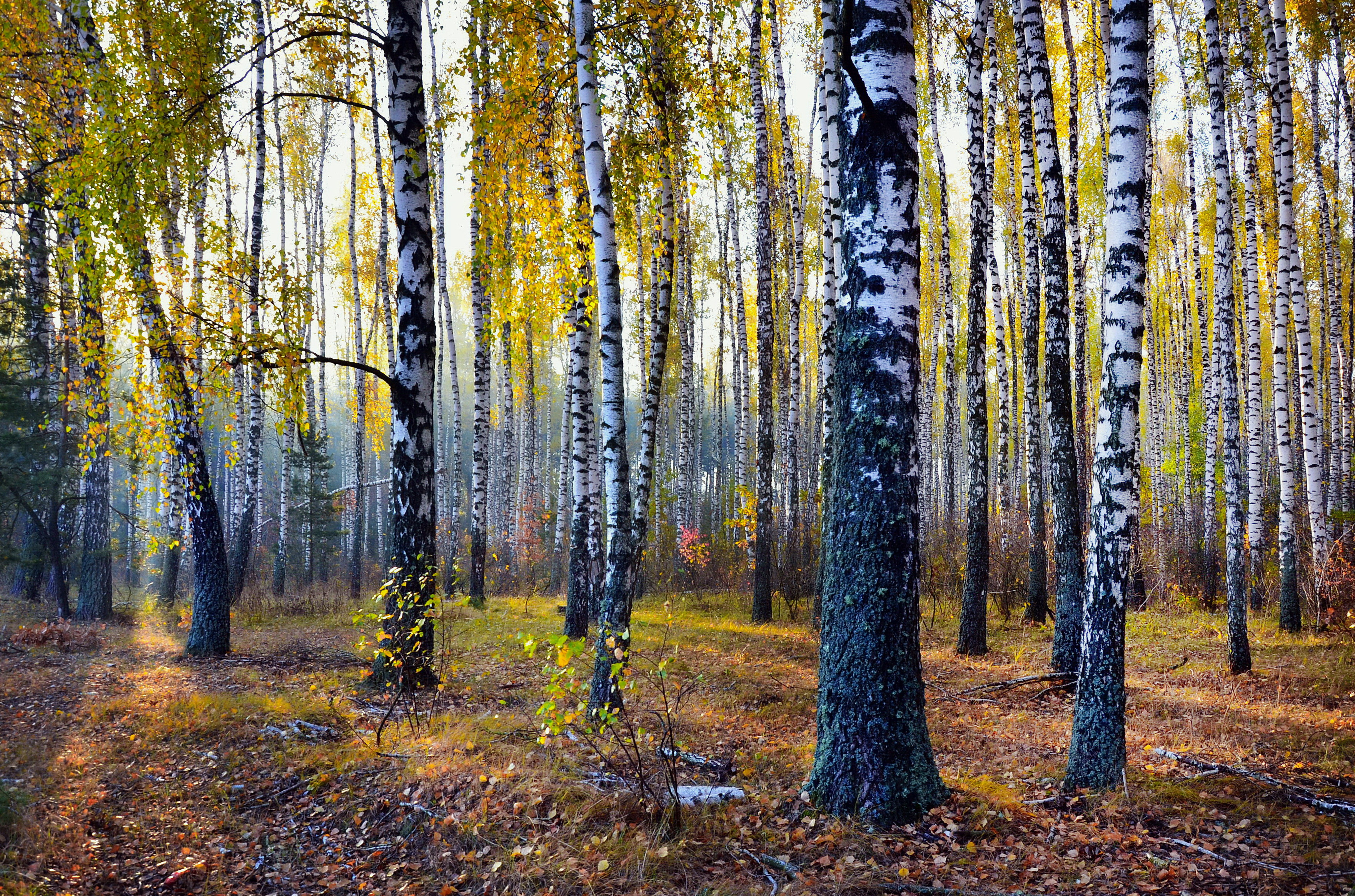
Березовий ліс біля м. Лебедина

## Визначення
Визначення стосовно «лісу» давали багато відомих учених. Г. Ф. Морозов 1912 року писав, що ліс — це спільнота деревних рослин, у якому вони взаємно впливають одна на одну, породжуючи ряд нових явищ, не властивих окремим деревам. У лісі спостерігається не тільки взаємний вплив дерев одне на одне, але й на зайнятий ними ґрунт і атмосферу. За П. С. Погребняком, ліс — це взаємопроникна єдність лісових рослин, тварин та займаного ними середовища (ґрунту й атмосфери). М. Є. Ткаченко визначив ліс як своєрідний елемент географічного ландшафту у вигляді великої сукупності дерев, які у своєму розвитку біологічно взаємопов'язані і впливають на довкілля.
Визначення лісу як екологічної системи почало формуватися ще з середини ХІХ ст. Німецький вчений Е. А. Росмесслер відзначав у той час, що ліс поєднує в собі як єдине ціле велику різноманітність матеріальних ресурсів і явищ.

## Загальні дані
Ліс — територія з високою щільністю дерев. Рослинні угруповання, що утворюються на таких територіях, є характерними для великих площ суходолу в різних районах Земної кулі. Їхніми найважливішими призначеннями в біосфері є зв'язування вуглекислого газу, утворення біотопів, придатних для життя багатьох видів тварин, рослин та грибів, регулювання гідрологічного режиму, розвиток та підтримка ґрунтів.

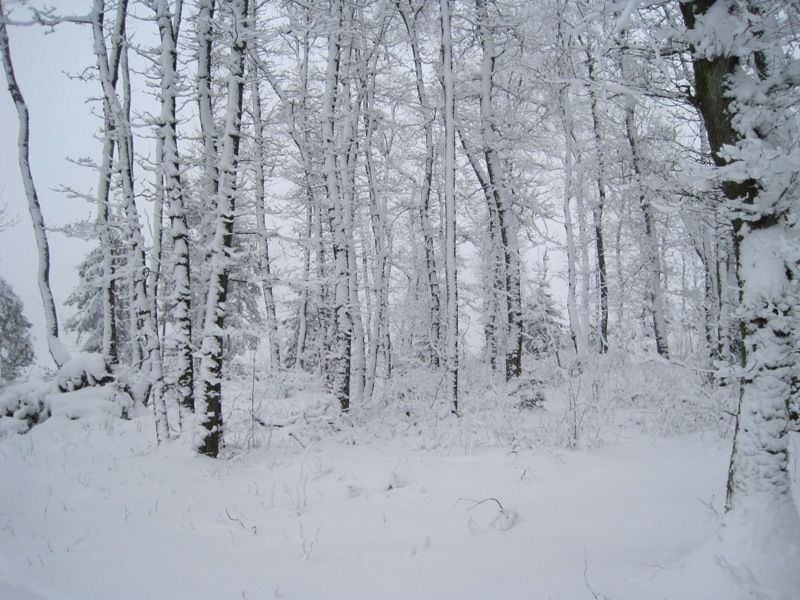
Ліс узимку. Північний Рейн-Вестфалія.

Ліси відрізняються від лісистих місцевостей за ознакою змикання покриву: в лісі гілки та листя крони окремих дерев перекривається, хоча, при цьому, і можуть існувати ділянки відкритої місцевості — галявини. Лісиста ж місцевість характеризується практично повсюдною наявністю відкритого ґрунту, з деревами, віддаленими одне від одного на відстань більшу за радіуси їхніх крон.
Ліси можна знайти в будь-якій місцині, де природні умови придатні для сталого росту дерев, вище від рівня моря (а подекуди і нижче), до лінії альпійських лук, за винятком місцевостей, де природна частота вогнепалів надто велика, або середовище зазнає тиску з боку природних або антропогенних чинників (виїдання дикими або свійськими тваринами лісового підросту, незаконна вирубка людиною).

Загалом, лісам з перевагою покритонасінних (широколистяним), притаманне помітно більше біорізноманіття, аніж лісам з домінуванням голонасінних (хвойним). Втім, з цього правила існують і винятки: так, осиково-березові лісові масиви у північних широтах мають нижчі показники біорізноманіття, ніж тамтешні хвойні ліси. Деякі ліси вміщують багато окремих видів дерев на незначній площі (наприклад, тропічні дощові ліси та листопадні ліси помірного поясу), а деякі всього кілька видів, що покривають значні території (гірські хвойні ліси). Будь-який ліс є біотопом, де мешкає багато видів тварин та рослин, і біомаса на одиницю площі є великою порівняно до інших рослинних угруповань. Велика частина біомаси, при цьому, знаходиться під землею в кореневих системах та у вигляді частково перегнилого рослинного детриту.

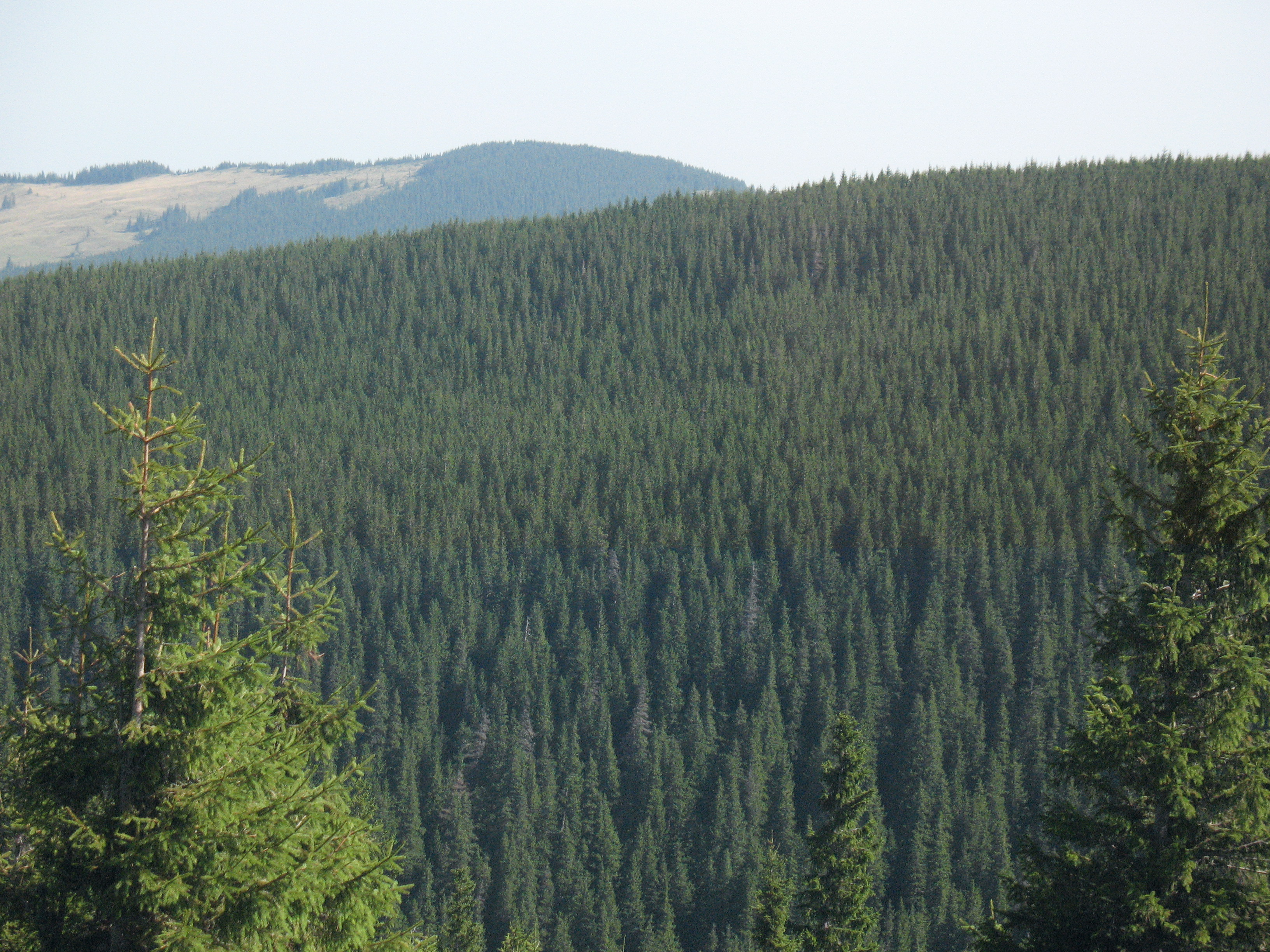
Хвойні ліси влітку. Схили Говерли

Деревина лісів містить лігнін, котрий є речовиною, що розкладається відносно повільно у порівнянні з іншими органічними матеріалами — такими як целюлоза та крохмаль. Цим зумовлений відносно повільний (у порівнянні з іншими рослинними угрупованнями) кругообіг органічних речовин в лісі.
Найбільшими лісовими біомами є такі:
1. Дощові ліси (вологий тропічний ліс)
2. Тайга
3. Твердодеревинні ліси помірного поясу
4. Тропічні сухі ліси

### Деградація лісів в останнє десятиліття
Команда американських учених під керівництвом Мета Хансена (Matt Hansen) з кафедри географії Мерілендського університету оприлюднила огляд світової динаміки лісових масивів за останні 12 років.

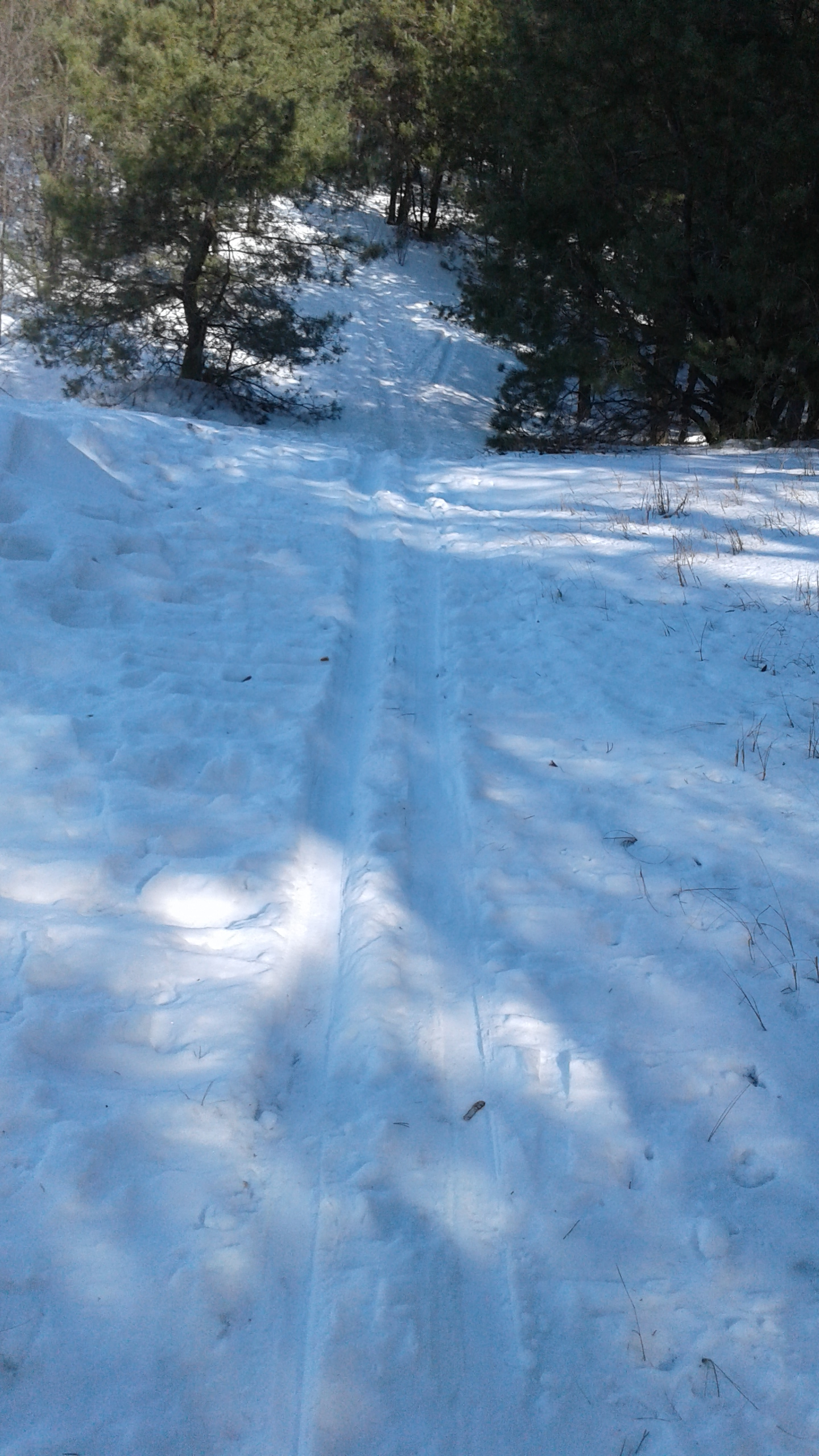
Лижня в сосновому лісі

Аналіз глобальних даних супутникових знімань, дозволив описати динаміку зміни площі лісових масивів у світі. У підсумковому розгляді деградації і приросту, перша переважає: площа лісових масивів неухильно убуває, за десять років вона скоротилася на 1,4 млн км². Найбільша втрата лісових площ відносно приросту зафіксована для тропічної зони, найменша — для помірної. Статистика на прикладі Бразилії показує ефективність урядових заходів, які приймаються для збереження тропічних лісів. Важливо також в умовах розширення міжнародних зв'язків контролювати інтродукцію паразитарних видів, так як на нових територіях вони можуть викликати епідемію серед лісових дерев.
| Ліси по зонах           | Втрати (км2) | Приріст (км2) |
| ----------------------- | ------------ | ------------- |
| Тропічні                | 1105786      | 247233        |
| Бореальні (субарктичні) | 606841       | 207100        |
| Субтропічні             | 305835       | 194103        |
| Помірні                 | 273390       | 155989        |
| Загалом                 | 2291851      | 804425        |

## Перші ліси— девон
Перші дерева і, відповідно, перші ліси з'явилися на Землі в середньому девоні — 398—385 млн років тому. Це був початок того періоду в розвитку біосфери, який Г. А. Заварзін назвав «плантієм» (від англ. «Plant» — рослина), оскільки вищі судинні рослини, завоювавши сушу, ставали основними продуцентами на Землі. Їх надзвичайно висока продукція (приріст маси) і досить велика біомаса забезпечували вивід з кругообігу великої кількості вуглецю, що приводило до істотного зниження вмісту вуглекислого газу в атмосфері. «Плантій» триває і зараз, але про його початок відомо дуже мало.
Перші знахідки скам'янілих решток дерев девонського періоду були зроблені ще в 1920-х роках в штаті Нью-Йорк (США), при розкопках кар'єру в околицях Гілбоа (англ. Gilboa Fossil Forest). Роздуті основи стовбурів дерев, що відносяться тепер до роду Eospermatopteris (клас вимерлих рослин Cladoxylopsida, споріднений папоротям), — все, що залишилося від цього стародавнього лісу. Вважається, що ріс він на болоті (для болотних рослин нерідкі роздуті основи) і складався лише з дерев одного ярусу. Втім, як виглядали самі дерева і якого вони були розміру, залишалося неясним.
Тільки в 2007 році група вчених на чолі з Вільямом Стейном (англ. William E. Stein) з університету Бінґгемптона зуміла за збереженими залишками відтворити загальний вигляд Eospermatopteris. З'ясувалося, що це були дерева з нетовстим стовбуром, висотою близько 8 і більше метрів. Нагорі стовбур увінчувала крона з позбавлених листя гілок, так що в цілому рослина злегка нагадувала пальму або деревоподібну папороть.
Згодом в журналі Nature з'явилася інша робота Стейна і його колег. Цього разу дослідники звернулися до того самого кар'єру близько Гілбоа, де були знайдені перші рештки Eospermatopteris. Вони обережно вилучили ґрунт, що заповнив кар'єр (іноді вимивали його сильним струменем води), і докопалися до «дна» — шару стародавнього ґрунту, за яким були розкидані основи дерев так, як вони росли. На ділянці площею 1 200 м² дослідники виявили 486 різних об'єктів, які можна було трактувати як залишки рослин. Більшість об'єктів — це різного ступеня збереження основи дерев Eospermatopteris. Але крім них були присутні рештки ще двох типів рослин. Одні (ймовірно, представники порядку Aneurophytales з повністю вимерлого класу Progymnospermopsida, далеких предків голонасінних) виглядали як горизонтально лежачі стебла діаметром близько 15 см і які в довжину досягали 4 м. Ці «стебла», або правильніше сказати «різоми» (кореневища), іноді дихотомічно ділилися. Було також очевидно, що вони дуже близько підходили до рослин Eospermatopteris і, можливо, використовували їх як опору для зростання (на зразок ліан). Нарешті, треті рослини, знайдені на тій же ділянці — це представники деревоподібних плаунів Lycopodiopsida. Від них залишилися тільки горизонтальні стебла діаметром близько 15 см. Сказати більше про зовнішній вигляд цих рослин та їх систематичну приналежність поки неможливо: занадто мало матеріалу.
Таким чином, ліс, що існував в девонському періоді в тому місці, де зараз розташовується вивчений кар'єр, був не настільки простим і включав принаймні три типи різних деревних рослин. Стейн і його колеги вважають, що умови, в яких розвивалося це рослинне угруповання, не відрізнялися стабільністю. Аналіз відкладень з сусідніх місць свідчить про те, що час від часу тут спостерігалося значне підвищення рівня внутрішнього моря і затоплення лісу. На закінчення треба зазначити, що ґрунт, вилучений з кар'єру, після закінчення робіт було повернуто на своє колишнє місце. Багатий скам'янілостями шар знову під захистом шару осадів.

## Складові лісу
До складових елементів лісу (у лісівництві) належать — насадження, деревостан, підріст, підлісок, підгін, живе надґрунтове вкриття, відпад, лісова підстилка, галявина, прогалина, узлісся, зруб, стіна деревостану, згарище і пустище. Головним елементом лісу є насадження.
- Лісове насадження — це ділянка лісу однорідна за деревною, чагарниковою рослинністю та живим надґрунтовим вкриттям. Є головним складовим елементом лісу. У насадженні виділяють такі яруси: деревостан, підріст, підлісок, живе надґрунтове вкриття, які разом із позаярусною рослинністю, складають наземну частину лісу. Коріння цих рослин, численні мікроорганізми та макроорганізми, ґрунт, материнська гірська порода утворюють підземну частину лісу. Не кожне насадження має усі перелічені вище яруси. Найважливішими ознаками лісового насадження є його Таксаційні характеристики насадження.
- Деревостан (іноді лісостан) — сукупність деревних порід у тому чи іншому лісовому насадженні. Деревостани розрізняють за складом порід, формою, походженням, віком та продуктивністю. У деревостанах виділяють переважну, головну, другорядну та супутню породи. (Деревостан)
- Підріст — молоде покоління деревних рослин, що росте під наметом лісу або на зрубах, яке здатне вийти у перший ярус насадження, замінивши старий материнський деревостан. Підріст буває насіннєвого та вегетативного походження. Однорічний підріст насіннєвого походження називають сходами, а старше одного року — самосівом.
- Підлісок — чагарники, рідше дерева, які ростуть під наметом лісу, утворюючи найнижчий ярус насадження, і не здатні вийти у верхній ярус в даних лісорослинних умовах. Складається підлісок з тіньовитривалих порід, інколи може бути відсутній.
- Підгін — у лісовому господарстві — це сукупність деревних і чагарникових супутніх порід, які сприяють кращому росту і очищенню від сучків головної породи. Як підгін використовують породи з уповільненим ростом і густими кронами: в'яз, клен польовий і татарський, ліщину звичайну. Для дуба підгоном може бути ялина, ялиця, граб звичайний насіннєвого походження, ільмові, клен звичайний. Щоб не допустити затінення крон головної породи, підгін позбавляють вершин або проріджують.

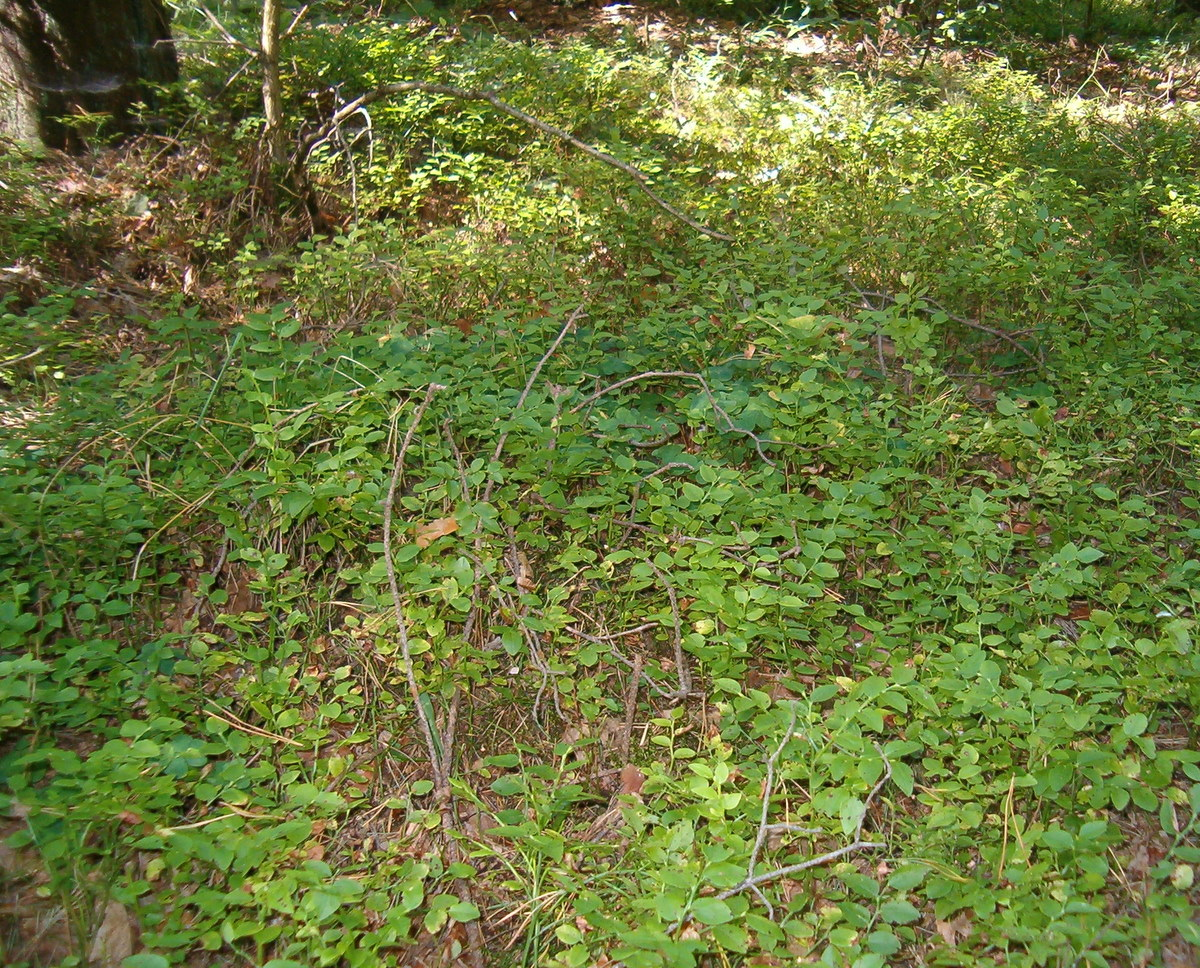
Чорничне ЖНВ у сосновому лісі

- Живе надґрунтове вкриття (скорочено ЖНВ) — сукупність трав, мохів, лишайників і напівчагарників, що вкривають ґрунт під наметом лісу, на зрубах і згарищах є одним з ярусів лісового насадження. Впливає на властивості ґрунту у лісі (фізичні властивості, кислотність, вміст органічних речовин, мікроклімат) пом'якшує або підсилює заморозки на поверхні ґрунту, послаблює вітер, поновлення та розвиток лісу. Деякі представники ЖНВ мають лікарське значення (конвалія травнева, звіробій звичайний, суниці лісові, папороть чоловіча, орляк звичайний).
- Відпад — відмерлі протягом року хвоя, листя й інші рештки лісової рослинності.
- Лісова підстилка (інколи рослинна підстилка, листяна підстилка або просто підстилка) — шар мертвого рослинного матеріалу, такого як листя, кора і гілки, що опали на землю.
- Галявина — відкрита, незаросла деревами ділянка в лісі.
- Прогалина — ділянка лісової площі, на якій відсутні дерева, але збережені елементи лісової рослинності.
- Узлісся — межа лісу з безлісним простором. Буває зовнішнім і внутрішнім.
- Зруб (поруб, вирубка) — ділянка, на якій було повністю вирубано ліс.
- Стіна деревостану — межа лісу та зрубу.
- Згарище — ділянка, на якій повністю згорів ліс.
- Пустище — згарище або зруб, який понад десяти років знаходиться у безлісому стані.

## Класифікація
Ліси можуть бути класифіковані за різними комплексами ознак. Класичним та найпоширенішим підходом є класифікація лісових біомів в комбінації з видами та довготривалістю (вічнозелений або листопадний) листового покриву переважних видів; також в цій класифікації береться до уваги склад лісів: з переважно широколистяних порід, хвойних порід, або змішаний. Згідно з описаною класифікацією розрізняють такі види лісів:
1. Бореальні ліси; займають субарктичну зону, є переважно вічнозеленими хвойними.
2. В помірній зоні — широколистяні листопадні ліси (або листопадні ліси помірного клімату), вічнозелені хвойні ліси (хвойні ліси помірного клімату та дощові ліси помірного клімату); в теплій південній (або північній) частинах помірної кліматичної зони є також порівняно невеликі масиви вічнозелених широколистяних лісів (наприклад, лаврові ліси, або евкаліптові ліси в Австралії).
3. Тропічні та субтропічні ліси включають тропічні та субтропічні вологі ліси, тропічні та субтропічні сухі ліси, та тропічні та субтропічні хвойні ліси.

Окрім того, існує (та використовується в лісовій промисловості) класифікація лісів, що базується на фізичних властивостях деревини та стадії розвитку лісу: клімактеричний; такий, що розвивається; первинний; вторинний, або відновлений.
Також в деяких випадках ліси класифікують на основі домінантного виду дерев (наприклад «букові ліси» в Карпатах, або «ліси білого евкаліпта» на південному сході Австралії).

## Вертикальна структура лісу
У лісових біоценозах стратифікація виражена більш чітко, ніж в інших біогеоценозах суші. Основним фактором, котрий впливає на вертикальну структуру середовища, є кількість сонячної енергії, що надходить у різні яруси екосистеми.
Деревний ярус, в якому реалізується більшість фотосинтетичних процесів, охоплює головний ярус крон. Він є віддаленим на декілька або й десятки метрів від поверхні землі. Світлові умови, що утворюються під наметом верхнього ярусу, залежать від біологічних властивостей видів дерев, які домінують у даному типі лісу. В тропічних і хвойних лісах кількість сонячного проміння, що досягає земної поверхні, через малу зміну листяного шару й ажурності крон, незначно змінюється протягом року. У листопадних листяних лісах ця стратифікація більш значна у зв'язку із сезонною зміною листяного покриву, що зумовлює сезонні зміни аспектів (наприклад, рясний розвиток весняних ефемероїдів до періоду розпускання листя деревних рослин.
Рослини різних ярусів живуть в неоднакових фітокліматичних і ґрунтових умовах, тому вони розрізняються не лише за висотою, але й за екологією та біологією, вимогами до світла, вологи, температурного режиму, способами поширення насіння, плодів. Разом з тим у межах одного ярусу створюються подібні умови, а тому рослини, які тут ростуть, набувають однакових ознак.
У вертикальній структурі лісових біоценозів виділяють чотири основних яруси (хоча можна деталізувати поділ до дрібніших):
1. Ярус крон — найвищий у вертикальній структурі лісу. Його товщина і віддаленість від поверхні землі залежать від видового складу дерев. Також ці фактори, зокрема розміри, густина, форма асимілюючих органів (листя, хвої), впливають на щільність ярусу та визначають кількість сонячної енергії, яка потрапляє на нижчі яруси лісу. В однопородних і одновікових лісових насадженнях шар крон є одноярусним. Багатовидові деревостани зі складною віковою структурою мають дво-триярусний намет. У тропічних лісах шар крон займає до 80 % усієї вертикальної структури[10].
2. Чагарниковий ярус, або підлісок — охоплює як чагарники, так і дерева, які в даних умовах можуть розвиватись у чагарниковій формі (в тому числі підріст).
3. Трав'яний ярус включає однорічні й багаторічні трави, а також чагарники. У листопадних лісах трав'яна рослинність найкраще розвивається навесні. Пізніше, коли листя разом і гілля вищих ярусів утворять щільний намет, розвиток цього ярусу затримується. В лісах зі сталим листяним покривом трав'яний ярус менше змінюється протягом річних циклів і залежить головним чином від вертикальної структури намету (одно-, дво- чи триярусного)[10]. Трав'янисті рослини лісу набули ряд особливостей, котрі дозволили їм пристосуватися до умов, які складаються в ярусі. Так, вони, як правило, тіньовитривалі, багато з них не витримують впливу прямих сонячних променів і не здатні існувати на відкритому просторі. Часто вони мають широкі листові пластинки, що дозволяють їм накопичувати органічні речовини при слабкому освітленні. У темних лісах трав'янисті рослини мають квіти білого кольору, щоб вони були здалеку видні комахам-запилювачам. Однак квітки трав лісу часто не запилюються та не утворюють насіння, тому розмноження багатьох трав'янистих рослин здійснюється поділом кореневищ, через що ці трави часто ростуть у лісі групами[11].
4. Приземний ярус складається з мохів, грибів і лишайників. Цей ярус отримує найменше світла. Рослини та гриби, які ростуть на лісовій підстилці, є найбільш тіньовитривалими видами у лісових біоценозах. За умов достатньої вологості середовища, розвиваються цвілеві і шапинкові гриби. Грибниці різних грибів наскрізь пронизують підстилку, поступово перетворюючи органічні речовини на перегній і мінеральні солі для харчування зелених рослин лісу[11].

Різні ліси мають різну кількість ярусів. Приміром, в темних лісах можуть бути помітні лише два-три яруси. На першому ярусі розташовані основні дерева, на другому — невелике число трав'янистих рослин, а третій утворений мохами. Інші деревні та чагарникові рослини можуть не рости у другому ярусі через недостатню освітленість. Також у таких лісах може бути відсутнім трав'янистий покрив. У тропічних лісах яруси рослинності виражені слабо. Причин цьому виділяють декілька. Це і стародавність спільноти вологих тропічних лісів, завдяки чому різні види цих біоценозів мають високу адаптацію одні до одних, це і оптимальність умов існування дерев, що дозволяє існувати значній кількості видів, які значною мірою використовують простір лісу, від поверхні ґрунту до верхніх рівнів крон, це і велика кількість різних за віком та висотою стовбурів різних видів.
Просторове розміщення рослин за ярусами спостерігається як в наземній частині лісів, так і в підземній. Підземні яруси розрізняють за глибиною всмоктувальних частин коріння. Завдяки підземній ярусності коріння різних видів рослин поглинає воду і поживні речовини в різних горизонтах ґрунту. Наприклад, в широколистяних лісах коріння дерев сягає глибини 5—6 м, коріння чагарників — 2—3 м, коріння трав проникає на глибини від 25—40 до понад 100 см.
Антропогенізація лісів, зокрема, вирубки і спрощені посадки, ведуть до збіднення ярусної структури і видового складу лісових фітоценозів.

## Впорядкування лісів

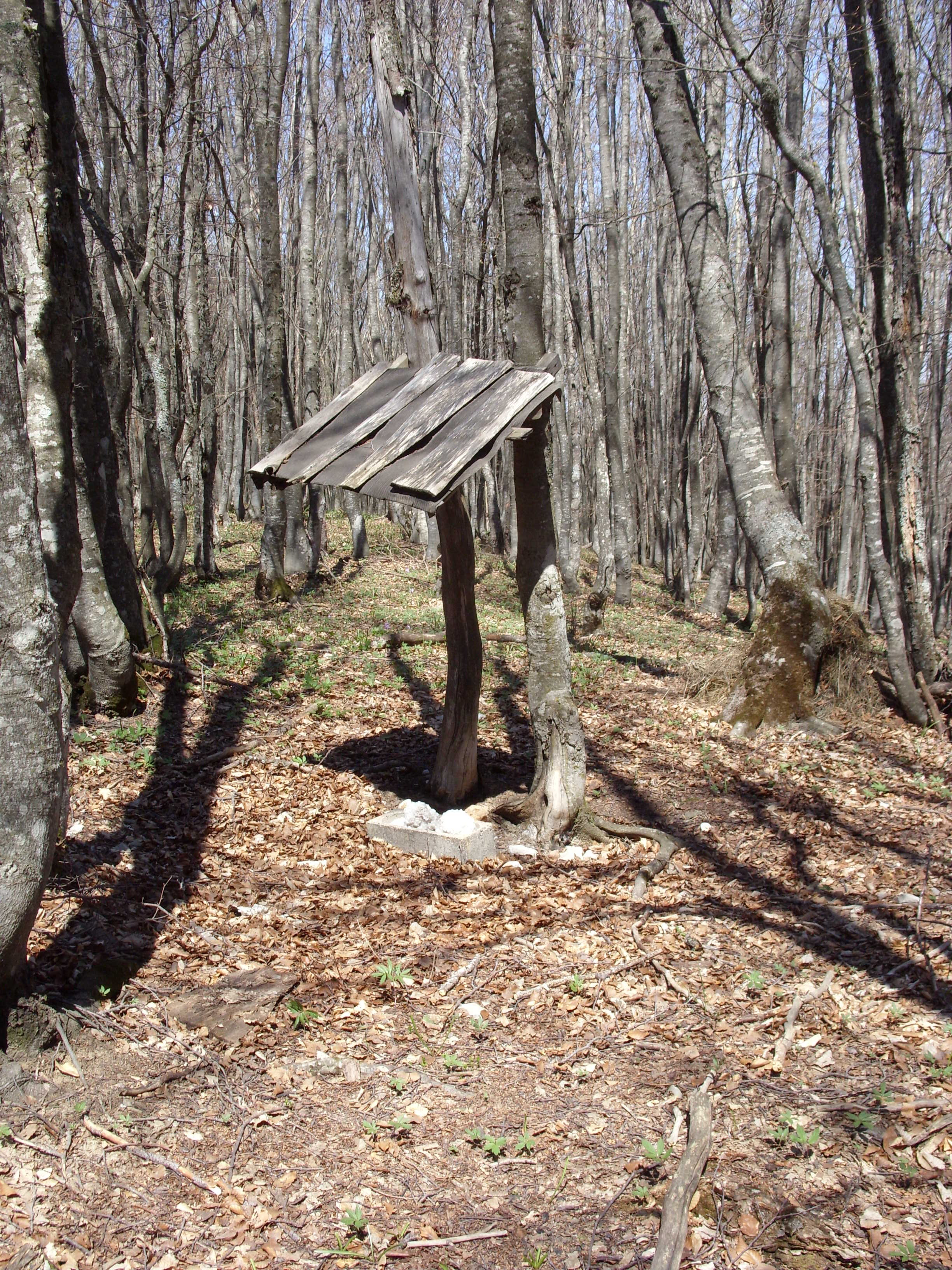
Сіль для лісових тварин. Крим.

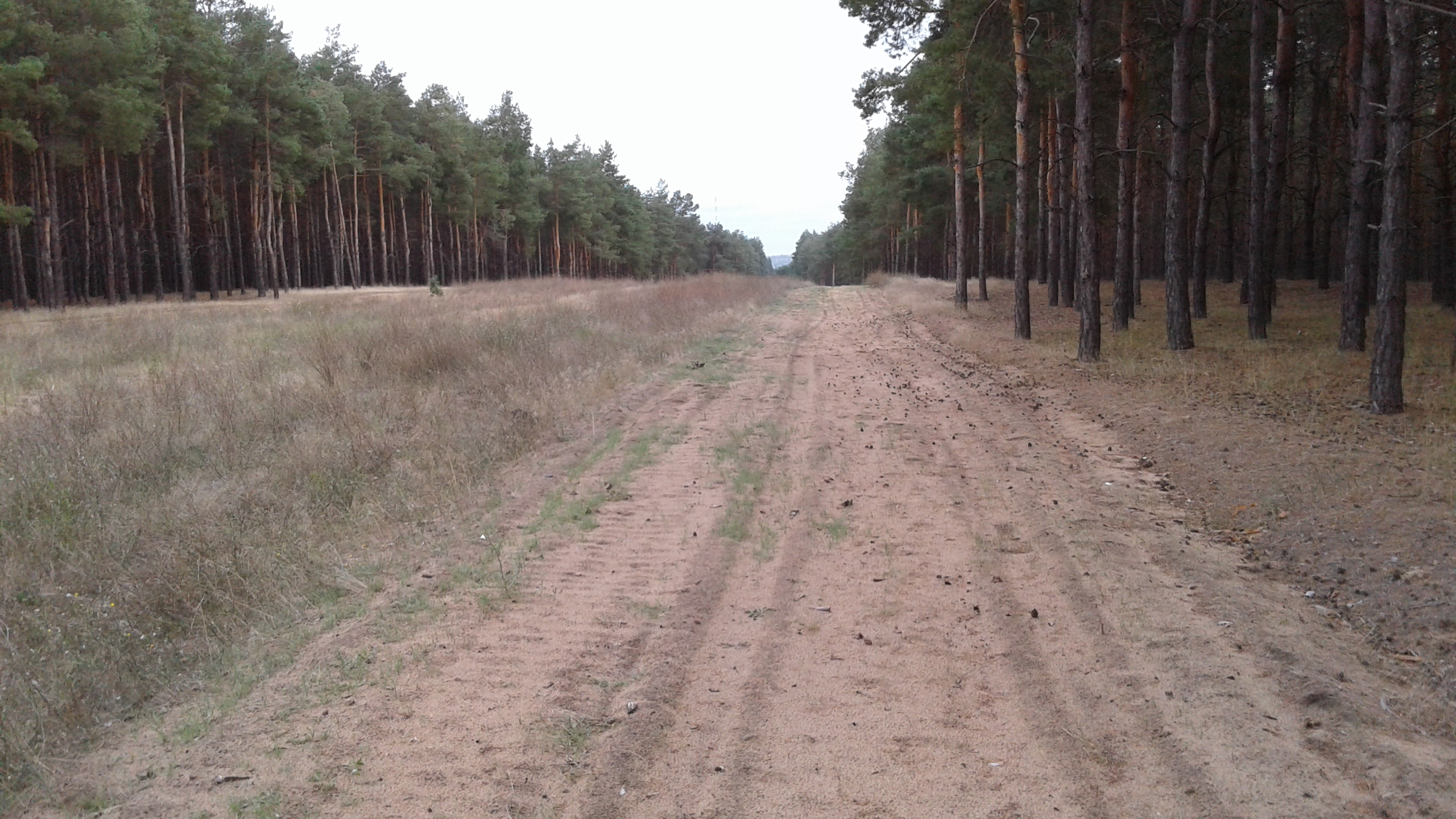
Протипожежна смуга у лісі

Наукова дисципліна, що комплексно вивчає ліси, називається «екологія лісу»; впорядкуванням та використанням лісів опікується лісове господарство. Основною метою лісогосподарства є підтримання лісу в стані, що забезпечує стале довгострокове отримання від нього лісових промислових ресурсів, а також розробка та втілення заходів, спрямованих на покращення якості цих ресурсів.
Ліси можуть вражатись такими зовнішніми факторами як надмірна вирубка, лісові пожежі, кислотні дощі, буреломи, надмірний випас диких травоїдних або свійської худоби, хвороби рослин, епіфітотії.
Загалом, з історичної точки зору, всі ліси можуть бути поділені на природні та антропогенні.
Природні ліси містять тільки оригінальні складові біорізноманіття; при цьому всі види знаходяться на природно-притаманних їм стадіях рядів сукцесії. Ці сукцесійні процеси не зазнавали з боку людини впливів такої сили та частоти, що здатні змінити час та параметри їхнього проходження. Дійсно природних лісів у світі зараз лишилось дуже мало.
Основні лісові масиви на Землі представлені антропогенними лісами — тобто лісами, відновленими людиною, або такими, що виросли самотужки на місці знищених лісів чи інших типів ландшафтів. Такі ліси можуть відтворювати точно притаманні даній місцевості типи сукцесії, або такі, що від них відрізняються. В останньому випадку явище має назву «сукцесійних процесів під сталим антропогенним впливом».

## Поширеність
Лісовий покрив Землі — один з планетарних акумуляторів живої речовини, що утримує в біосфері ряд хімічних елементів і воду, активно взаємодіє з тропосферою і визначає рівень кисневого та вуглецевого балансу. При знищенні лісів на великій території прискорюється біологічний кругообіг низки хімічних елементів, у тому числі вуглецю, який переходить в атмосферу у вигляді СО2. У лісовому біогеоценозі встановлюється своєрідний обмін речовин і енергії між усіма його компонентами. У процесі цього обміну відбувається накопичення і перетворення органічної речовини. Біомаса, що накопичується в лісах, в десятки разів перевищує біомасу трав'яних і рослинних угруповань. Однак різниця в річному прирості фітомаси в лісах і трав'яних угрупованнях не настільки значна. Річний приріст фітомаси багато в чому залежить від водно-теплового балансу: у ялинових лісах Руської рівнини він дорівнює 60—90 цнт/га, в букових лісах Західної Європи близько 130 цнт/га, у вологих тропічних лісах вище 300 цнт/га. Наземна частина фітомаси в лісах у 3—5 разів перевищує підземну.
Ліси вкривають близько 30 % суші і присутні на всіх континентах, окрім Антарктиди. Значні площі лісів припадають на Америку (понад 30 % від загальної площі материка) і Азію (понад 30 %), найменша — на Австралію (близько 10 %). Лісові регіони Землі, за даними ФАО (Продовольча і агрономічна організація при ООН з 1968 року), становлять 4126 млн га, а покрита лісом площа — 3779 млн га. У минулому ліси були поширені на більшій території, частина якої згодом була зайнята сільськогосподарськими угіддями, промисловими комплексами, містами. З доісторичних часів площа під лісами в середньому на усіх континентах скоротилася більш ніж наполовину. У деяких місцях (Сибір, Канада) ліси ще переважають над безлісими просторами, але, наприклад, на сході США збереглося тільки 10 % лісових масивів, що були там в XVI — XVII століттях.

### Ліси України
Детальніше: Ліси України

Усі ліси на території України становлять її лісовий фонд. До лісового фонду належать також земельні ділянки, не вкриті лісовою рослинністю, але надані для потреб лісового господарства.

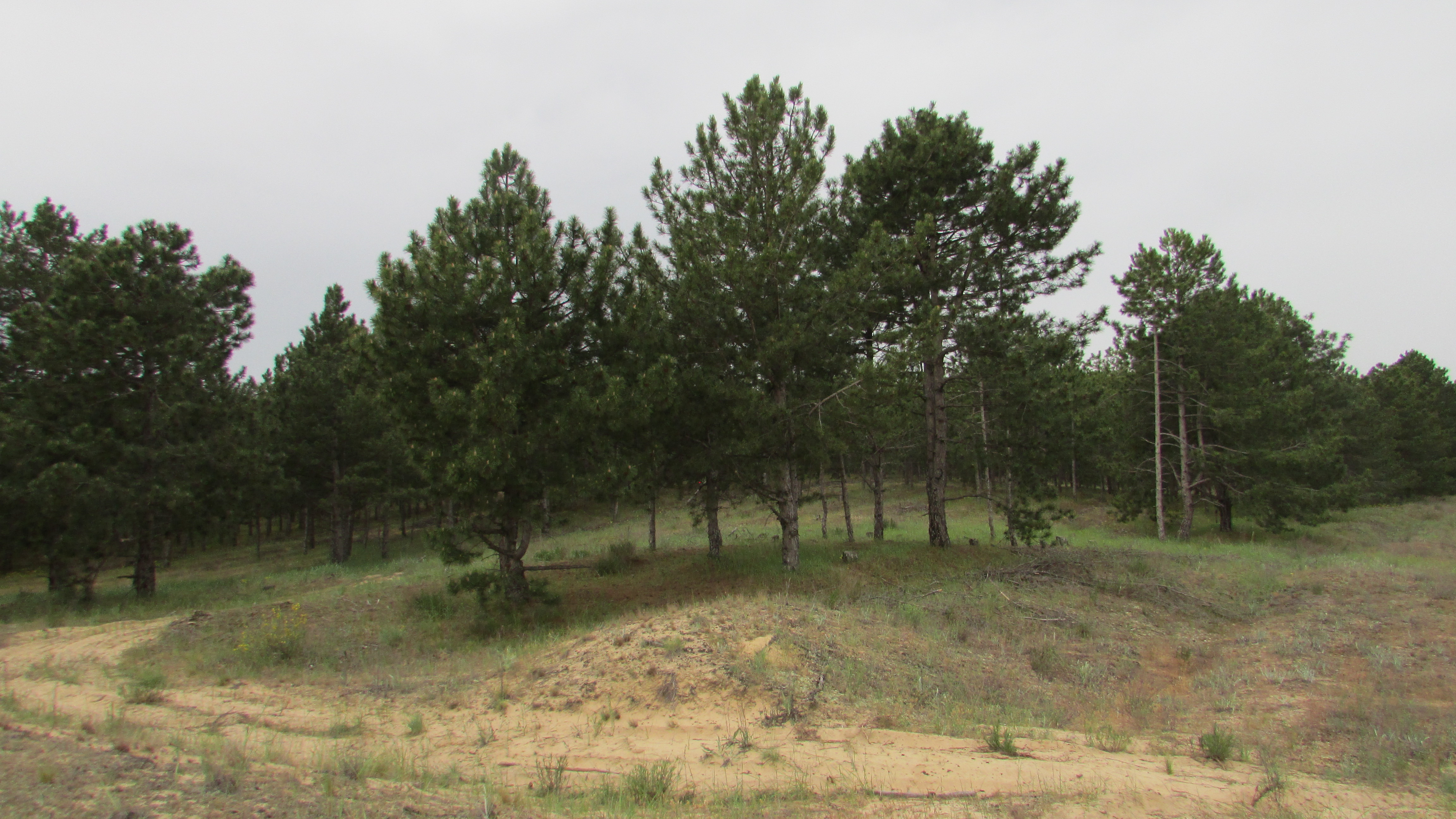
Штучні та природні ліси протидіють водній та вітровій ерозії ґрунтів, підвищують вологість землі й повітря, сприяють створенню нових екосистем в степу і пустелях. На знімку — типовий краєвид Національного природного парку «Олешківські піски» на Херсонщині

Загальна площа лісів в Україні — понад 10 млн га, що становить 17,2 % її території. Найбільша лісистість — в Українських Карпатах (32 %). Лісистість в природних зонах рівнинної частини закономірно зменшується з півночі на південь. У лісах переважають молоді й середньовікові дерева таких порід, як сосна, ялина, бук, дуб. Вони охоплюють близько 90 % лісовкритої площі.
Загальний запас деревостанів на початок 2012 склав 1 млрд. 512 млн метрів кубічних.
Близько половини лісів України є штучно створеними і потребують посиленого догляду.
Див. ще: Заліснення Степу, Заліснення Олешківських пісків

## Господарське значення
Ліси мають значне господарське значення для людини. Економічне значення лісу полягає в тому, що ліс є джерелом деревини, що широко використовується в промисловості, з неї виготовляються будівельні матеріали, меблі, папір, лікувальні препарати. За деякими оцінками, з деревини виготовляється близько 20 тис. найменувань промислових виробів і товарів народного вжитку. Ліси також мають важливе значення для галузі туризму та оздоровлення людей. Лісові насадження, що супроводжують великі промислові зони, сприяють очищенню повітря та затриманню промислових викидів.

## Виноски
1. ↑  Рецензія Стойко С., Ковальчук І., Копій Л.: Скарбниця знань про український ліс. Українська енциклопедія лісівництва. У двох томах / За ред. С. А. Генсірука. — Львів, 1999. — Т 1. — 464 с.; 2007. — Т. 2. — 470 с. (PDF). Архів оригіналу (PDF) за 20 січня 2022. Процитовано 26 червня 2022.